# Juan Antonio Luna
Juan Antonio Luna Castro (Ciudad de México,17 de mayo de 1959) es un entrenador de fútbol y exfutbolista que se desempeñó como mediocampista.

## Clubes

### Como jugador
| Club         | País   | Año         |
| ------------ | ------ | ----------- |
| Club América | México | 1979 - 1988 |
| Club Necaxa  | México | 1988 - 1992 |
| Club Puebla  | México | 1992 - 1993 |

### Como entrenador
| Club                        | País   | Año         |
| --------------------------- | ------ | ----------- |
| San Luis Fútbol Club        | México | 2001 - 2003 |
| Águilas Riviera Maya        | México | 2004        |
| Club América                | México | 2008        |
| San Luis Fútbol Club        | México | 2009        |
| Club Tijuana                | México | 2009 - 2010 |
| Tiburones Rojos de Veracruz | México | 2013 - 2014 |
| Tiburones Rojos de Veracruz | México | 2017        |
| Venados Misantla            | México | 2021        |

## Palmarés como jugador

### Campeonatos nacionales
| Título                     | Club         | País   | Año        |
| -------------------------- | ------------ | ------ | ---------- |
| Primera División de México | Club América | México | 1983-1984  |
| Primera División de México | Club América | México | 1984-1985  |
| Primera División de México | Club América | México | PRODE 1985 |
| Primera División de México | Club América | México | 1987-1988  |
| Campeón de Campeones       | Club América | México | 1987-1988  |

### Copas internacionales
| Título                           | Club         | País   | Año  |
| -------------------------------- | ------------ | ------ | ---- |
| Copa de Campeones de la Concacaf | Club América | México | 1987 |